# Роман Митјуков
Роман Митјуков (фр. Roman Mityukov; Женева, 30. јул 2000) швајцарски је пливач чија ужа специјалност су трке леђним стилом. Вишеструки је национални првак и рекордер, како у јуниорским, тако и у сениорским категоријама.

## Спортска каријера
Митјуков је пливање почео да тренира још као петогодишњи дечак у екипи Geneve Natation 1885 у чијим редовима је и започео са наступима на локалним и националним такмичењима. 
Први наступ на међународној сцени је имао 2017. на европском јуниорском првенству у Нетањи у Израелу, а већ годину дана касније на истом првенству (тада одржаном у Хелсинкију) освојио је и прву медаљу у међународној каријери, бронзу на 200 леђно.
У сениорској конкуренцији је дебитовао на светском првенству у корејском Квангџуу 2019. где је наступио у чак шест дисциплина. Најбољи резултат је постигао у трци на 200 леђно у којој је успео да се пласира у полуфинале које је окончао на укупно 13. месту, испливавши нове националне рекорде у обе трке. Преостале трке је окончао у квалификацијама, 28. место на 100 леђно, 18. и 19. место у мушким штафетама 4×100 мешовито и 4×100 слободно, односно 11. и 13. место у микс штафетама на 4×100 слободно и 4×100 мешовито.